# Gobeläng

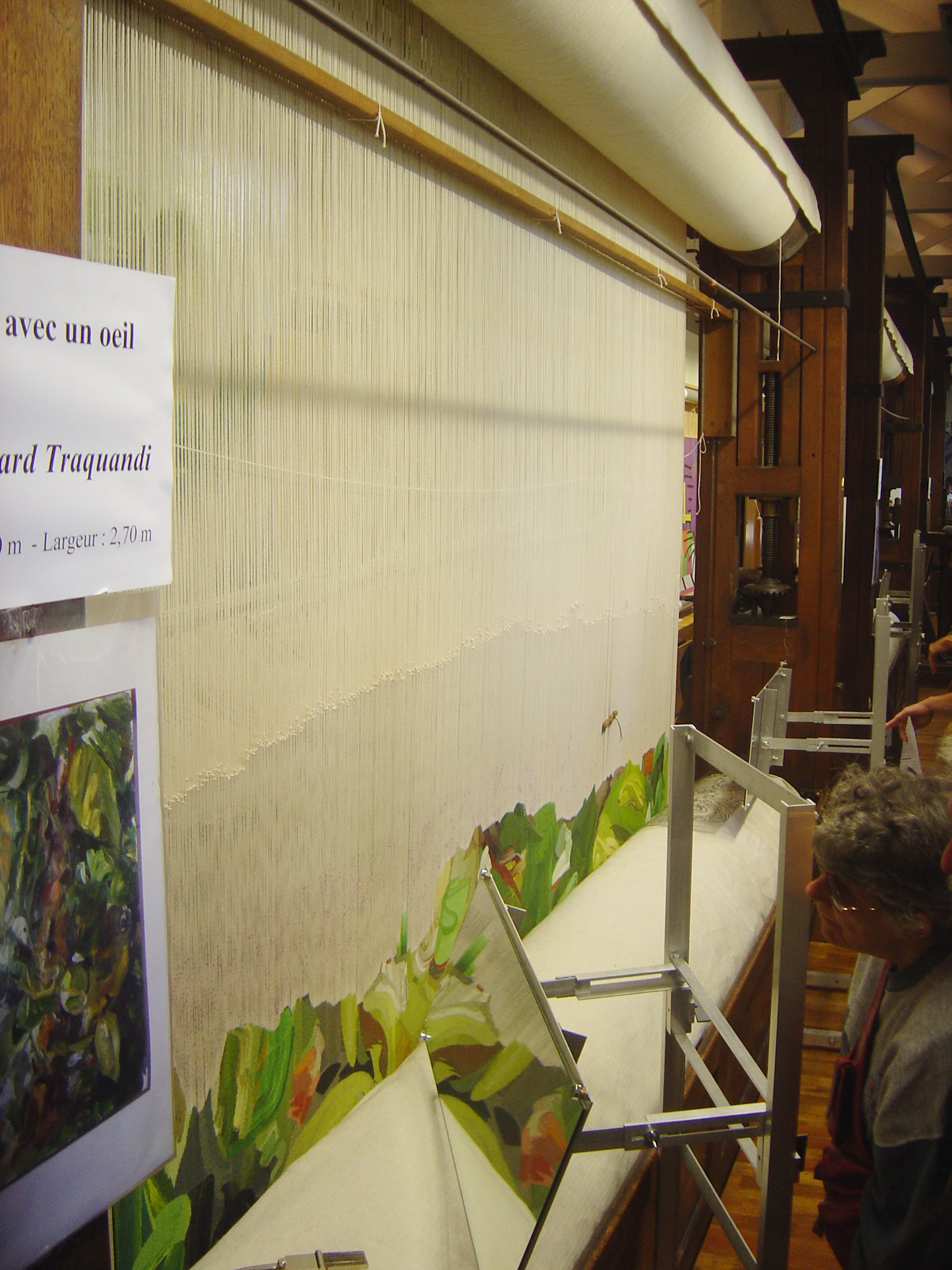
Stående vävram, haute lisse, för vertikal gobelängvävning

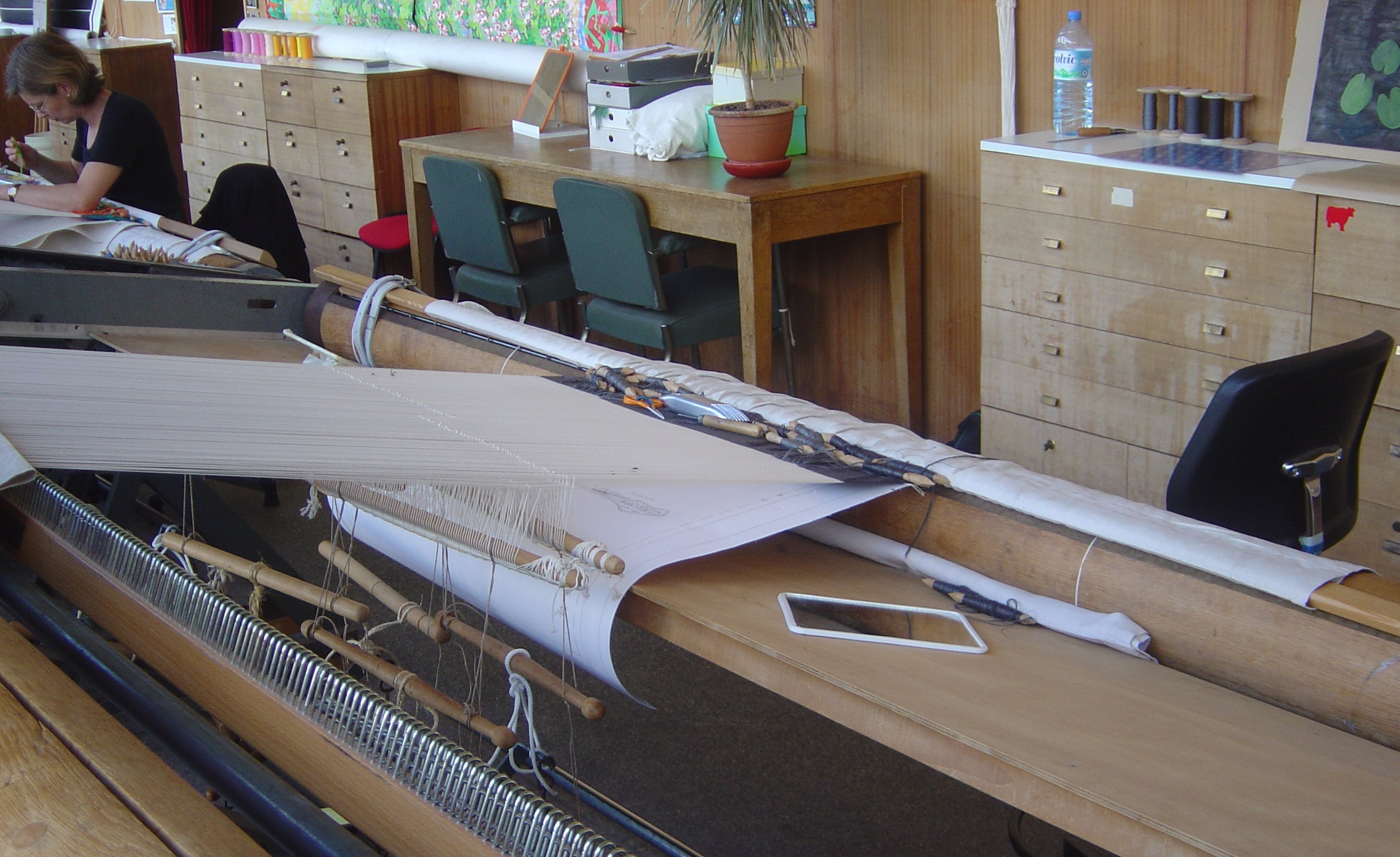
Vävram för horisontell vävning

Gobeläng är en handvävd tapet med bilder. Ursprungligen är det namnet på en vävd tapet som tillverkats vid Manufacture Nationale des Gobelins, en fabrik i Paris som namngetts efter dess forna ägare färgarfamiljen Gobelin, där man tillverkat gobelänger sedan 1662. Ofta används namnet mer generellt om vävda tapeter.
Begreppet gobelängteknik syftar på en vävteknik som användes vid fabriken, och sedan adopterats av andra tillverkare.
Tekniken bygger på att varpen täcks av ett inslag som packas in bitvis, till skillnad från vävning med slagbom. I en snävare bemärkelse syftar gobelängteknik på att två intilliggande färger vävs samman i mönster genom smala kilar ("hauches") så att färgskiftningar uppstår. I vidare bemärkelse inkluderas ibland även närliggande tekniker som röllakan, kelim och flamskvävnad som en del av gobelängtekniken.
I den vidare bemärkelsen är definitionen av en gobelängväv att inslaget är diskontinuerligt och att inslaget täcker varpen. Den kan vara vävd på en enklare flamskvävstol eller en gobelängvävstol. Vissa lokala varianter som röllakan och kelim kan dock vävas på vanliga trampvävstolar.
Inom gobelängtekniken finns två tekniker. Haute lisse, som avser en stående vävstol, används traditionellt för tillverkning av tapeter. Användandet av liggande väv benämns basse-lisse.

## Vävda tapeter
Vävda tapeter (tapisserier) omfattar gobelänger i vidare mening. Tekniken som sådan är i grunden tämligen enkel, och har förmodligen mycket gamla anor. Vävnader i gobelängteknik av linne med invävda lotusblommor har påträffats i farao Thutmoses IV:s grav från 1400 f.Kr. Grekiska vävnader i gobelängteknik med andmotiv från 300-talet f.Kr. har påträffats i en grav i Kertsch på Krim.
Tekniken togs senare upp i Europa under senare delen av 1100-talet. Ett bevarat exempel finns i Tyska Halberstadts domkyrka (Engelteppich, Apostelteppich, Karlsteppich). Motiven har lånats från romanska sidenvävar från 900- och 1000-talet och tekniken har troligen kommit till Rhenländerna på 1000-talet. På 1200-talet verkar de vävda tapeterna förlora sin popularitet.
Intresset för tekniken återuppväcks i Paris i början av 1300-talet. I slutet av 1300-talet blev Arras ett centrum för vävda tapeter, vilket kan vara skälet till att vävda tapeter heter arazzi på italienska. Arras ställdes dock i mitten av 1400-talet i skuggan av Tournai, där tillverkningen börjande utvecklas i samband med uppblomstringen av målarskolan där. De främsta alstren var de som Pasquier Grenier tillverkade för Filip den Godes räkning. En inhemsk nederländsk-flamländsk stil, främst påverkad av Hugo van der Goes målningar, uppstod i Bryssel.
Tapeterna var förknippade med stor prestige, och åtföljde vid dåtida flyttningar mellan slott och herrsäten, trots sin ansenliga storlek (15–20 m²). Tapeterna anbringades antingen direkt mot väggen, eller hängdes från taket en bit från väggen.
Apokalypstapeten anses vara en av tapetkonstens mästerverk, med sin svit av "konstnärlig uttryckskraft och teknisk perfektion" enligt NE.
Produktionen sker i särskilda gobelängvävstolar för stående eller liggande varp. Företrädesvis med gobelängull som inslag.